# Periodo degli appannaggi
Con l'espressione periodo degli appannaggi (conosciuto anche come età degli appannaggi; in russo, удельный период, udel'nyj period) viene indicata una fase della storia russa compresa fra l'inizio della disgregazione dello stato della Rus' di Kiev (avvenuta fra la metà dell'XI e la metà del XII secolo) e la definitiva ascesa dello stato moscovita sullo scacchiere russo, datata, a seconda dei vari autori, fra la seconda metà del XV secolo e la prima metà del XVI.
L'origine del nome con cui è noto questo particolare periodo della storia russa sta nella parola appannaggio, traduzione (da alcuni criticata) della parola russa udel', che designava la frazione di territorio che un principe, alla sua morte, divideva fra i figli, i quali divenivano principi di appannaggio.
Il periodo degli appannaggi fu per lo stato russo un periodo di regresso economico, culturale e politico. L'economia agricola scese ad un livello di pura sussistenza, mentre si ridussero fortemente i fruttuosi commerci che caratterizzarono lo stato kievano (o, per meglio dire, ne furono all'origine); l'estrema divisione dal punto di vista politico provocò inoltre la formazione di numerosi principati piccoli e deboli, che non riuscirono ad opporsi agli attacchi delle popolazioni confinanti che spesso estesero i loro domini ai danni dei russi.

## Storia

### La decadenza di Kiev
Nel 1054 alla morte di Jaroslav il Saggio, secondo le volontà del sovrano defunto, il regno della Rus' di Kiev venne diviso fra i cinque figli, ai quali vennero assegnati cinque principati ("appannaggi"), in ordine di importanza secondo l'età. Le norme consuetudinarie kievane prevedevano che ogni volta che moriva un fratello più grande il suo posto non venisse preso dal figlio, ma dal fratello immediatamente più giovane in ordine di età, e contemporaneamente i fratelli minori salissero di una posizione. Il maggiore, oltre ad essere principe della propria città, era anche Gran Principe di Kiev.
Nel 1097 si tenne una riunione dei principi a Ljubeč in cui si decise di interrompere questo meccanismo di assegnazione dei principati a rotazione e venne deciso che in ogni città si formasse una dinastia ereditaria, ad eccezione di Kiev: il titolo di Granduca di Kiev sarebbe rimasto elettivo. Nel frattempo, a causa del fatto che ogni principe dividesse il suo principato fra i propri figli, il numero dei principati era molto aumentato e vi era rotazione fra gli eredi di un singolo principato, complicando ulteriormente il meccanismo successorio.
Nel 1169 il principe di Vladimir Andrej Bogoljubskij fu eletto Granduca, ma anziché trasferirsi a Kiev, come sin allora era avvenuto, decise di fissare la capitale del Granducato a Vladimir e di fregiarsi del titolo di "Granduca di Vladimir"; pose invece a Kiev suo fratello minore dopo aver devastato la città (sacco di Kiev). Da allora per circa due secoli fu Vladimir ad essere la sede del granducato russo.

### Il periodo mongolo
Nel 1240-45 i Mongoli sottomisero gran parte della Russia; tuttavia non la annetterono direttamente al proprio stato, ma si limitarono ad obbligare i principi a pagare un tributo. Inoltre, il khan dell'Orda d'Oro, che dal 1260 era indipendente, si arrogò il diritto di nominare il Granduca di Vladimir.
Nel 1317 per la prima volta un principe di Mosca, Jurij di Mosca, venne nominato granduca di Vladimir, ma già nel 1322 il titolo gli fu revocato, in favore di Demetrio di Tver'.
Nel 1328 il principe di Mosca Ivan Kalita sconfisse il principe di Tver' e divenne granduca di Vladimir. Persuase allora il metropolita, che allora aveva sede a Vladimir, a trasferire la cattedra a Mosca.
Dopo un conflitto con il principe di Suždal, Demetrio di Mosca venne nominato granduca di Vladimir nel 1359. Nel 1367 il titolo gli fu, tuttavia, revocato per assegnarlo a Michele II di Tver', ma nel 1372 Demetrio sconfisse Michele e tornò ad essere il granduca.
Otto anni dopo, i Moscoviti di Dmitrij, da quel giorno detto "Donskoj", sconfissero i Mongoli alla battaglia di Kulikovo sul Don: i Mongoli tornarono a sottomettere i Russi, ma la battaglia segnò comunque un indebolimento del dominio mongolo e soprattutto un'affermazione dell'egemonia moscovita sugli altri principati: dal 1389 la sede del granducato divenne Mosca ed il Granduca ebbe il titolo di "Granduca di Mosca".

### L'affermazione di Mosca
Dal 1451 il Granducato di Mosca era divenuto di fatto indipendente dai Mongoli, in quanto aveva smesso di versare il tributo e le spedizioni dei Tartari per pretenderlo si erano rivelate completamente inefficaci. Tuttavia, solo nel 1480 Ivan III dichiarò ufficialmente cessata la fedeltà all'Orda d'Oro.
Dopo aver annesso quasi tutti gli altri principati, fra cui Velikij Novgorod (1478) e Tver' (1485), Ivan III si proclamò "autocrate di tutta la Russia". Nel 1511 venne annessa anche Pskov e nel 1521 Rjazan'. Intanto erano state conquistate alla Lituania Polack e Černihiv (entrambe nel 1503) e successivamente Smolensk (nel 1514). Era stato ricostituito lo stato nazionale russo.

## Centri di potere nel periodo degli appannaggi
Durante il periodo degli appannaggi gran parte del territorio russo vide l'invasione da parte dei mongoli, che da Saraj, capitale del khanato dell'Orda d'Oro, spadroneggiavano su buona parte dei territori orientali russi ingerendosi in pressoché tutti gli affari interni dei vari principati.
I territori occidentali e sudoccidentali videro invece l'avanzata di polacchi e lituani, i quali arrivarono a costituire uno Stato (conosciuto come granducato di Lituania, in seguito Confederazione polacco-lituana) che si sarebbe successivamente esteso fino al mar Nero e che avrebbe rappresentato un attore importante sulla scena russa del tempo.
Le regioni nordoccidentali dello stato kievano, infine, videro un certo sviluppo in senso democratico, soprattutto a Novgorod e a Pskov.

### Il nordovest: la repubblica di Novgorod

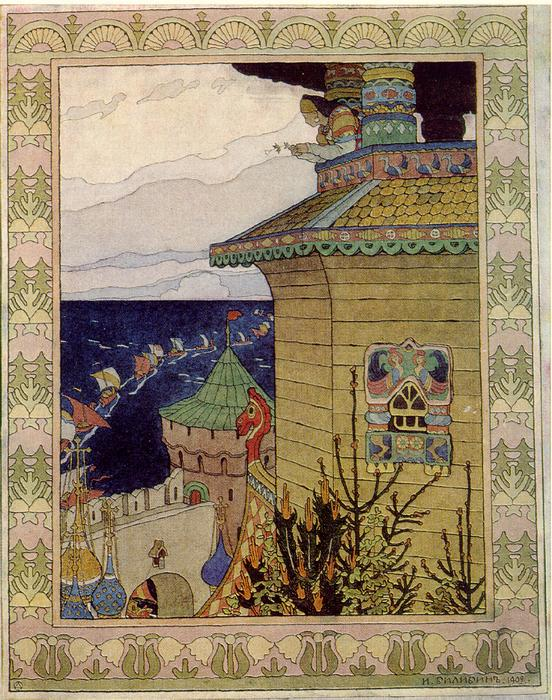
La partenza di alcuni mercanti di Novgorod in un quadro di Ivan Bilibin.

Nel nordovest, la repubblica di Novgorod prosperò come parte della Rus' di Kiev con funzione di controllo sulla rotta commerciale dal Volga al Mar Baltico; con il declino dello stato centrale Novgorod divenne del tutto indipendente. Il governo della città era retto da una oligarchia locale, nella quale le decisioni di maggior rilievo venivano prese da un'assemblea cittadina che, in caso di bisogno, eleggeva un principe come comandante militare. Nel XII secolo divenne sede arcivescovile, segno della sua accresciuta indipendenza ed importanza e giunse ad ospitare più di 30 000 abitanti.Per la sua struttura politica e la predominanza delle attività commerciali Novgorod assomigliava più alle città nord europee della Lega Anseatica, che tra il XIII ed il XVII secolo controllarono il commercio sul Mar Baltico, che agli altri principati della Rus' di Kiev.
Dallo Stato di Novgorod si separarono Pskov e Vjatka, anch'essi organizzati in forma di repubbliche. Sia Novgorod che a Pskov ebbero fiorenti rapporti commerciali con la Lega Anseatica, tanto che in entrambe le città avevano sede fondaci della Hansa.
Tuttavia, se con i Tedeschi dell'Hansa i rapporti erano ottimi, non si può dire lo stesso dei rapporti con i Tedeschi dell'Ordine Teutonico. Essi infatti premevano sulla frontiera russa e Novgorod per la sua posizione costituiva il baluardo della Russia. Lo scontro decisivo fu la battaglia del lago Peipus, vinto dai novgorodiani guidati da Aleksandr Nevskij.

### Il nordest: principato di Vladimir-Suzdal'

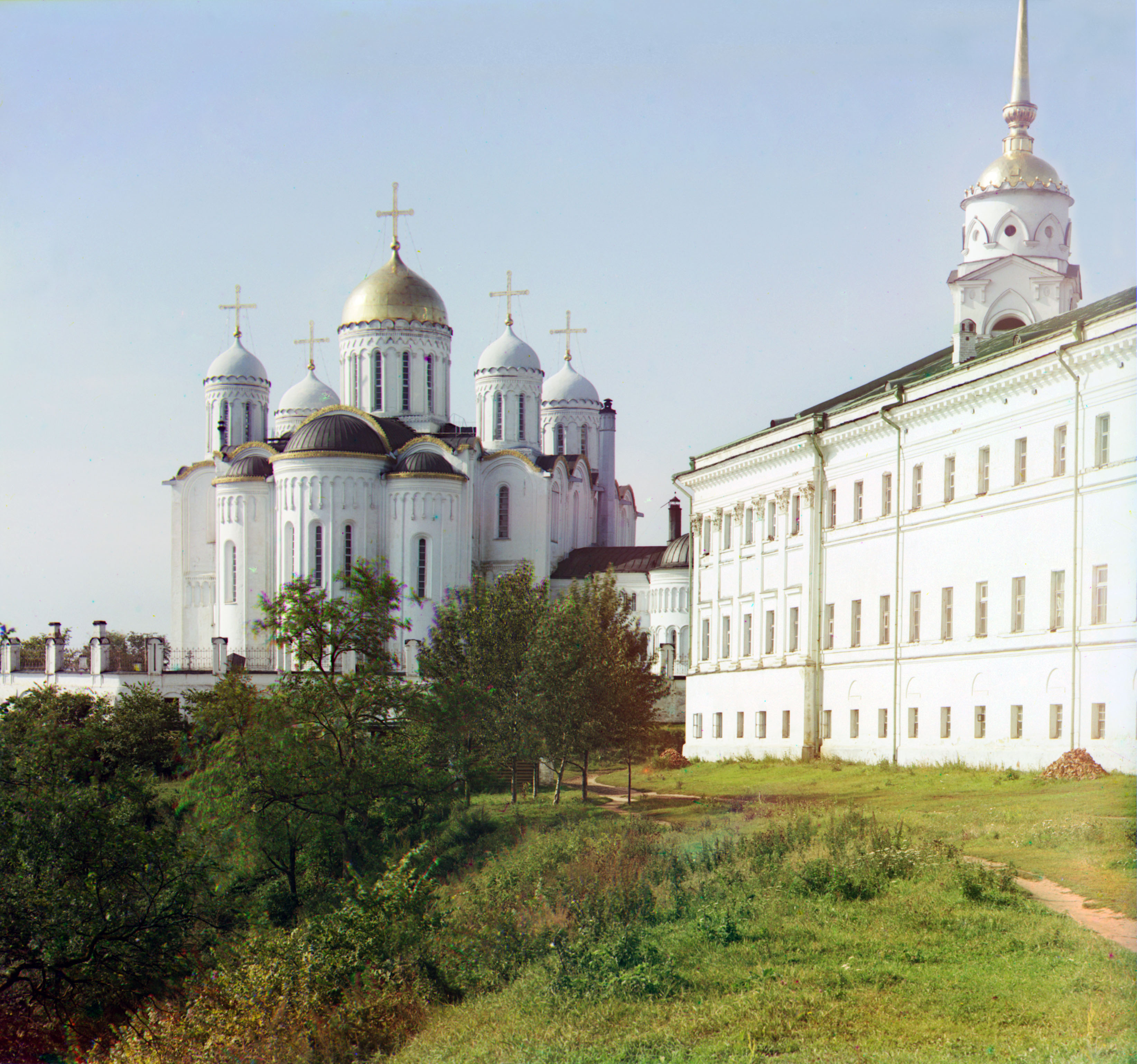
cattedrale dell'Assunzione di Vladimir

Nel nordest gli Slavi si erano insediati da tempo, nei territori che saranno poi conosciuti come Moscovia, soppiantando le tribù ugro-finniche originariamente presenti nell'area. Numerose sono, in questo periodo di decadenza della Rus' di Kiev, le città importanti nel nordest: Rjazan', Rostov (presso Jaroslavl'), che è il più antico centro del nord-est ma viene presto soppiantato, per importanza, prima da Suzdal' e successivamente da Vladimir che diventa capitale del principato di Vladimir-Suzdal', che nella seconda metà del XII secolo sostituirà Kiev nel dominio della Russia.
Nel 1169 il principe di Vladimir Andrej Bogoljubskij porta un grave colpo al poco stabile potere della Rus' di Kiev quando il suo esercito saccheggia la città; dopo la vittoria, Andrea pone sul trono di Kiev il suo fratello più giovane, mantenendo per sé quello, considerato più importante, di Vladimir-Suzdal' che, a partire da questo momento, assume maggiore importanza sullo scacchiere dello stato russo.
Nel 1299, in piena invasione mongola, il metropolita della chiesa ortodossa si sposta da Kiev alla città di Vladimir spostando così anche il centro della vita religiosa della terre del nordest; questo accresciuto potere di Vladimir è rappresentato dalla costruzione della cattedrale dell'Assunzione di Vladimir, realizzata fra il 1158 e il 1160, che nel secolo successivo diventerà il centro della vita religiosa russa.

### Il sudovest: Galizia e Volinia
Nel sudovest, le regioni della Galizia e della Volinia si sviluppano molto rapidamente soprattutto grazie ai commerci con polacchi, ungari e lituani e si propongono come un altro possibile successore della Rus' di Kiev. All'inizio del XIII secolo il principe Roman Mstislavič unisce i due principati di Galizia e Volinia, conquista Kiev ed assume il titolo di granduca della Rus' di Kiev. Suo figlio, il principe Danilo (1238 – 1264) è il primo governante della Rus' ad accettare la corona dal Pontefice di Roma, senza peraltro rompere i legami con Costantinopoli. Danilo assume il titolo di «Re della Rus'».
Agli inizi del XIV secolo il patriarca di Costantinopoli della Chiesa ortodossa  accoglie le richieste dei governanti della Galizia-Volinia e concede un metropolita per compensare lo spostamento a Vladimir di quello di Kiev; lo stesso chiederanno e otterranno, poco dopo, i sovrani della Lituania per Navahrudak. All'inizio del XV secolo questa metropolia è ancora retta da Kiev come «Metropolia di Kiev, Galizia e di tutta la Russia».
Una lunga serie di insuccessi contro i mongoli, combinata con tensioni interne ed interventi esterni portano allo sfaldamento del principato. Con la fine della dinastia degli Mstislavič, nella metà del XIV secolo, la Galizia-Volinia cessa di esistere. La Polonia conquista la Galizia mentre la Lituania, nella battaglia del fiume Irpin', si annette la Volinia, incluso Kiev, i cui nuovi governanti di stirpe lituana verranno da allora elencati come sovrani della Rus'.

## Elenco dei principali principati russi
- Černihiv 988-1402 poi al Granducato di Lituania
- Galizia o Halicz 1124-1349 poi al Regno di Polonia
- Kiev 1132-1471 poi al Granducato di Lituania
- Minsk
- Mosca 1277-1547 poi Regno russo
- Novgorod 1136-1478 poi a Mosca
- Novhorod-Sivers'kyj 1139-1385 poi al Granducato di Lituania
- Perejaslav o Ucraina 988-1402 poi al Granducato di Lituania
- Polack 987-1397 poi al Granducato di Lituania
- Pskov 862-1230 e 1348-1511 poi a Mosca
- Rjazan' 1078-1521 poi a Mosca
- Smolensk 1054-1387 poi al Granducato di Lituania
- Turov-Pinsk 980-1366 poi al Granducato di Lituania
- Tver' 1246-1485 poi a Mosca
- Vjatka
- Vladimir-Suzdal'-Rostov 1168-1389 poi a Mosca
- Volinia o Volodymyr-Volyns'kyj 987-1199 poi alla Galizia